# Micropercops swinhonis
Micropercops swinhonis är en fiskart som först beskrevs av Albert Günther, 1873.  Micropercops swinhonis ingår i släktet Micropercops och familjen Odontobutidae. IUCN kategoriserar arten globalt som livskraftig. Inga underarter finns listade i Catalogue of Life.